# Lackenbach (Austria)
Lackenbach (węg. Lakompak, burg.-chorw. Lakimpuh) – gmina targowa w Austrii, w kraju związkowym Burgenland, w powiecie Oberpullendorf. 1 stycznia 2014 liczyła 1,13 tys. mieszkańców.